# هیکارو تونو
هیکارو تونو (انگلیسی: Hikaru Tono؛ زادهٔ ۵ مارس ۱۹۹۶) صداپیشه اهل ژاپن است. وی از سال ۲۰۱۸ میلادی تاکنون مشغول فعالیت بوده‌است.